# تاونشیپ ۲، شهرستان روکس، کانزاس
تاونشیپ ۲ (به انگلیسی: Township 2) یک منطقهٔ مسکونی در ایالات متحده آمریکا است که در کانزاس واقع شده است. تاونشیپ ۲ ۳۷۹ نفر جمعیت دارد و ۵۳۲ متر بالاتر از سطح دریا قرار دارد.